# ديازو

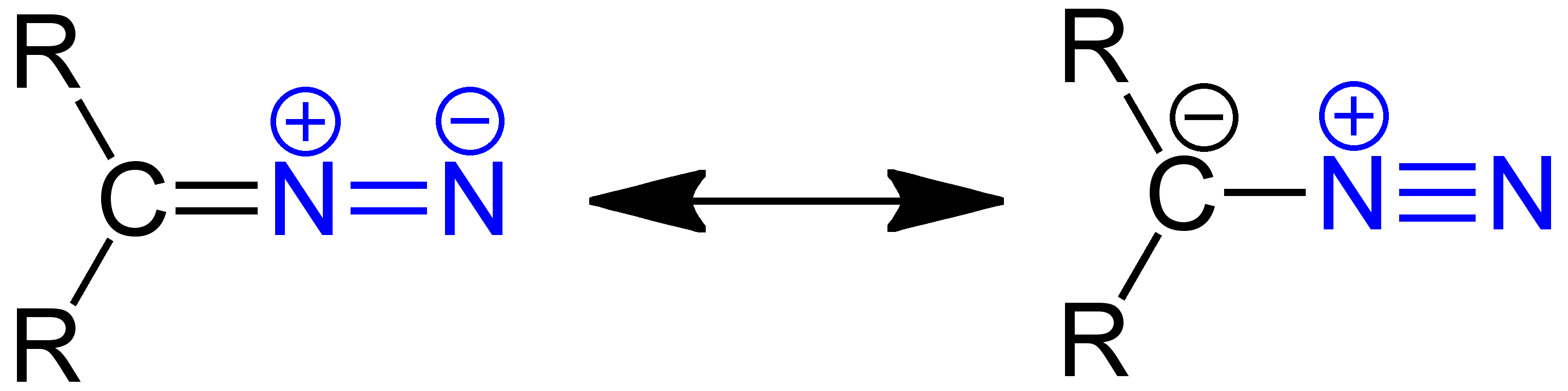
صيغة رنينية لمركب ديازو.

مركب ديازو في الكيمياء العضوية هو جزء عضوي يتألف من ذرتي نتروجين متصلتين ببعضهما البعض على الموقع الطرفي للمركب العضوي. وبذلك يشكل واحدة من المجموعات الوظيفية. تكون الشحنة الكهربائية الإجمالية للمركب معتدلة، وهناك أربع صيغ رنين محتملة:
أبسط الأمثلة على هذه المركبات هو مركب ديازو الميثان CH2N2. ومن الأمثلة الأخرى المعروفة مركب ديازو أسيتات الإيثيل.